# Пежо 4008
Пежо 4008 (фр. Peugeot 4008) је градски кросовер који је производила француска фабрика аутомобила Пежо од 2012. до 2017. године.

## Историјат
Званично је представљен на салону аутомобила у Женеви марта 2012. године. Заснован је на истој платформи као Мицубиши ASX и Ситроен Ц4 еркрос, а развијен је у сарадњи са јапанским произвођачем аутомобила Мицубиши моторсом. Долази као замена за модел 4007.
За кинеско тржиште друга генерација Пежоа 3008 продаје се као 4008.
Доступан је са петостепеним и шестостепеним мануелним мењачем, као и са CVT мењачем. У понуди су верзије са погоном на предњим точковима и на сва четири точка. Мотори који се уграђују су, бензински мотори од 1.6 (115 КС), 1.8 (139 КС), 2.0 (148 КС) и дизел мотори од 1.6 (115 КС), 1.8 (115 и 150 КС).
Производња 4008-це се прекида 2017. године и као замена долази друга генерација Пежоа 3008.

## Галерија
- Пежо 4008
- Пежо 4008
- Ситроен Ц4 еркрос
- Мицубиши ASX